# Charles Lavigne
Charles Lavigne (Marvejols, 6 gennaio 1840 – Montpellier, 11 luglio 1913) è stato un missionario e vescovo cattolico francese.

## Biografia
Studiò prima presso la scuola dei Fratelli del Sacro Cuore di Paradis e poi nel collegio dei gesuiti a Mende. Compì la sua formazione ecclesiastica nel seminario di Mende e, laureatosi in teologia, fu professore nel collegio di Langogne e fu ordinato prete il 17 dicembre 1864. Nel 1865 decise di abbracciare la vita religiosa nella Compagnia di Gesù e in noviziato ebbe come guida Paul Ginhac.
Destinato all'insegnamento, fu docente di matematica nel seminario minore di Montauban, poi al collegio du Caousou di Tolosa e infine nello scolasticato gesuita di Uclés. Nel 1881 fu nominato sostituto dell'Assistente regionale di Francia della Compagnia di Gesù e in seguito fu affiancato all'infermo preposito generale dell'ordine, Pierre-Jean Beckx.
Eletto vescovo e nominato vicario apostolico di Kottayam nel 1887, giunse in India nell'aprile del 1888: organizzò una fraternità di terziarie francescane, fondò il primo monastero della Visitazione, aprì nuove scuole e potenziò il seminario di Pattempally, dove insegnò personalmente catechesi e pastorale.
Quando papa Leone XIII riorganizzò le diocesi indiane affidandole al clero indigeno, nel 1896 lasciò il vicariato apostolico di Kottayam e fu nominato coadiutore del vicario apostolico del Madagascar: rimase però in Francia fino al 1898, quando fu trasferito alla sede vescovile di Trincomalee.
Quasi cieco, rientrò in Europa per compiere una visita ad limina e morì a Montpellier nella notte tra l'11 e il 12 luglio 1913.

## Genealogia episcopale
La genealogia episcopale è:
- Cardinale Scipione Rebiba
- Cardinale Giulio Antonio Santori
- Cardinale Girolamo Bernerio, O.P.
- Arcivescovo Galeazzo Sanvitale
- Cardinale Ludovico Ludovisi
- Cardinale Luigi Caetani
- Cardinale Ulderico Carpegna
- Cardinale Paluzzo Paluzzi Altieri degli Albertoni
- Papa Benedetto XIII
- Papa Benedetto XIV
- Papa Clemente XIII
- Cardinale Marcantonio Colonna
- Cardinale Giacinto Sigismondo Gerdil, B.
- Cardinale Giulio Maria della Somaglia
- Cardinale Carlo Odescalchi, S.I.
- Vescovo Eugène de Mazenod, O.M.I.
- Cardinale Joseph Hippolyte Guibert, O.M.I.
- Cardinale Joseph-Christian-Ernest Bourret, C.O.
- Vescovo Julien Costes
- Vescovo Charles Lavigne, S.I.